# 異物同名
在生物學中，異物同名或同名是指兩個拼寫相同、但指涉不同分類單元的名稱。
根據《國際動物命名規約》（ICZN），按時間次序，最先發表的名稱稱為「首異物同名」（senior homonym；或譯首同名），具有優先權，應當使用（即為「有效名稱」）；而後來出現的稱為「次異物同名」（junior homonym；或譯次同名），必須更换為現有其他異名或新替换名稱。按原名或新組合名，如果兩個或多個種群名稱在各自建立時原有拼寫就完全相同，稱為「原異物同名」（primary homonym；或譯原同名）。如果本來不同屬名的種群，因為屬名更換，而出現拼寫相同，稱為「後異物同名」（secondary homonym；或譯後同名）。在此情况下，先發表的「首原異物同名」（senior primary homonym；或譯首原同名）或「首後異物同名」（senior secondary homonym；或譯首後同名）有優先權，而較晚出現的「次原異物同名」（junior primary homonym；或譯次原同名）或「次異物後同名」（junior secondary homonym；或譯次後同名）則必須更换為現有其他異名或新替换名稱。
然而，如果首同名過於陳舊，且不再「普遍使用」，可以被宣告為遺忘名（nomen oblitum），因此不再有效，而次同名則可被保留為保護名（nomen protectum）。
例如：
- 居維葉（Cuvier）於1797年提出Echidna這一屬名，用於針鼴屬；
- 但福斯特（英语：Johann Reinhold Forster）（Forster）早在1777年就已將Echidna用於蛇鱔屬——鰻鱺目鯙科的一屬；
- 因此福斯特的命名具有優先權，而居維葉的屬名成為次同名；
- 後來，伊利格（Illiger）於1811年為針鼴屬制定了替代名Tachyglossus。

類似地，《國際藻類、真菌和植物命名規約》（ICN）也規定：多個同名中最早發表者應予採用；「晚出同名」（later homonym）為「非法名」（illegitimate name），除非被特別保留（conserved name，植物）或核准（sanctioned name，真菌）才可使用。
例如：
豆科中香脂豆屬的晚出同名「Myroxylon L.f.（1782）」被保留下來，優先於楊柳科柞木屬的「早出同名」（earlier homonym）「Myroxylon J.R.Forst.和G.Forst (1775)」，柞木屬學名現為「Xylosma」 。

## 限制與例外
依據《國際動物命名規約》（ICZN），唯有出現在「科群、屬群、種群」三個分類層級的同級之內的相同名稱才能構成異物同名；而跨等級出現則不算同名。舉例來說，有數千個物種的種小名與某個屬名完全相同，但並不構成同名（homonym），有時甚至出現在該屬之中，例如Gorilla gorilla（大猩猩屬及大猩猩），此種現象稱為「重名」（tautonym）。又如：有些罕見情況下，科級與屬級名稱也可能完全相同，如總科名Ranoidea（蛙總科）與屬名Ranoidea（似蛙屬，屬於雨蛙科），但它們仍不構成同名。植物命名規約大致相似，但禁止重名（tautonym）的存在。

### 類同名（Parahomonyms）
根據《國際藻類、真菌和植物命名規約》（ICN），若兩個名稱的拼寫過於相似，以致容易混淆，也視為異物同名（第53.3條）。例如Astrostemma Benth.（1880）（鷹爪球蘭屬 Absolmsia 之異名）為 Asterostemma Decne.（1838）（星冕藤属）的非法同名。相對地，《國際動物命名規約》則規定，只要有一個字母不同，即足以視為不同的名稱（第56.2條），適用於科級與屬級。但對於種名，ICZN 在第58條中明定若干拼字變體仍被視為相同。

### 半異物同名（Hemihomonyms）
兩套命名規約僅處理各自範疇內的分類群（ICZN 處理動物，ICN 主要處理植物）。因此，若一個動物分類群與一個植物分類群名稱相同，兩者皆為有效名稱。這類情況稱為「半異物同名」（hemihomonym；或譯半同名）。
例如，Erica既是蠅虎科蜘蛛的一個屬（Erica Peckham & Peckham, 1892），也是杜鵑花科歐石南屬的名稱（Erica L.）。
再如：Cyanea 一名既用於霞水母屬（Cyanea Péron & Lesueur），也用於櫻蓮屬（Cyanea Gaudich.）的植物。
半異物同名在種級亦可出現，不同界的生物可能共享同一個雙名學名。例如：Orestias elegans 既是動物界的美麗山鱂，也是植物界的美麗南山蘭。這類雙名重複的例子至少已有九起記錄。
| 動物名稱                            | 動物名稱     | 植物名稱                               | 植物名稱   |
| 學名                                | 中文名       | 學名                                   | 中文名     |
| ----------------------------------- | ------------ | -------------------------------------- | ---------- |
| Adesmia muricata (Linnaeus, 1758)   | 粗紋長足甲   | Adesmia muricata (Jacq.) DC.           | 離束豆     |
| Agathis montana Shestakov, 1932     | 山窄徑繭蜂   | Agathis montana de Laub.               | 山貝殼杉   |
| Baileya australis (Grote, 1881)     | 南貝氏蛾     | Baileya australis Rydb.                | 重瓣漠金盏 |
| Centropogon australis (White, 1790) | 澳洲鱗鮋     | Centropogon australis Gleason          | 南蝮齒花   |
| Cuspidaria cuspidata (Olivi, 1792)  | 尖頂杓蛤     | Cuspidaria cuspidata (M. Bieb.) Takht. | 扁糖芥     |
| Ficus variegata Röding, 1798        | 花球枇杷螺   | Ficus variegata Blume                  | 雜色榕     |
| Gaussia princeps (T. Scott, 1894)   | 王高氏水蚤   | Gaussia princeps H.Wendl.              | 古巴石崖椰 |
| Orestias elegans Garman, 1895       | 美麗山鱂     | Orestias elegans Ridl.                 | 美麗南山蘭 |
| Tritonia pallida Stimpson, 1855     | 苍白三歧海牛 | Tritonia pallida Ker Gawl.             | 香根鳶尾   |

## 外部連結
- 維基物種上的相關：異物同名列表